# Sanatruces (rei nômade)
Sanatruces (em armênio: Սանատրուկ; romaniz.: Sanatruk; em grego: Σανατρύκης; romaniz.: Sanatrúkēs; em latim: Sanatruces), também chamado Sanesano ou Sanesã (em latim: Sanesanus; Սանեսան, Sanesān) foi rei dos mascutes, uma tribo nômade cuja identificação precisa suscita debates, no início do século IV. De acordo com as fontes armênias, aproveitou a sucessão dinástica no Reino da Armênia depois da morte de Tiridates III (r. 285–330) para tentar conquistar o país e tomar o trono de Cosroes III (r. 330–339). Supostamente era membro da dinastia arsácida.

## Nome
Sanatruces (Σανατρύκης, Sanatrúkēs), Sinatruces (Σινατρούκης, Sinatroúkēs), Sanatrúcio (Σανατρούκιος, Sanatroúkios) e Sanatruco (Sanatrucus) são as formas grega e latina do nome parta Sanatruque (Sanatrūk), que seria incorporado no armênio (Սանատրուկ) e aramaico (𐡎𐡍𐡕𐡓𐡅𐡊, sntrwk e snṭrwq (aramaico de Hatra)). Em última análise, pode derivar do iraniano antigo Sanataruca (*sāna-taru-ka-; lit. "conquistador de inimigos"). Sanesano / Sanesã, por outro lado, possui duas origens propostas. Alguns historiadores pensam estar associado ao nome parta Sanesaracã (snysrk(n), Sanēsarakān), lit. "Filho de Sanesar", atestado num fragmento parta do século II/III oriundo de Dura-Europos. Outros defendem que deriva do iraniano antigo Zanasana (Zanaχšāna), "aquele que tem tribo", "de alta linhagem".

## Vida

### Origens
As origens de Sanatruces são disputadas. As fontes, ao citarem seu nome, não informam seu nascimento ou parentesco. Moisés de Corene, em particular, foi a única fonte que lhe atribuiu ancestralidade na dinastia arsácida do Império Arsácida, que desde 224 foi destronada com a derrubada de Artabano IV (r. 213–224) por Artaxer I (r. 224–242) e a fundação do Império Sassânida (224–651). À época, na Ibéria e Armênia, reinavam ramos cadetes dos arsácidas, que descendiam de Vologases V (r. 180–208), enquanto na vizinha Albânia, por influência dos romanos, outro ramo cadete, de origens obscuras, ascendeu com o entronização de Vachagã I (r. 300–336). Fausto, o Bizantino, relatando a origem dessa personagem, comenta que ele era "parente" ou "irmão" de Cosroes III (r. 330–339), configurando uma associação implícita à dinastia dos arsácidas.
Sanatruces é referido em diversas fontes históricas armênias. Exceto por Fausto que o chama de Sanesano, as demais referem-se a ele como Sanatruces. Murtazali Gadjiev propôs que trata-se de duas personagens distintas, que por estarem intimamente ligadas entre si, foram confundidas pela historiografia como sendo uma pessoa; o primeiro seria um rei nômade que residia ao norte dos domínios armênios, a quem atribuiu uma hipotética ligação dinástica com a realeza dos alanos como neto de Axídares, cuja filha Asiquena casar-se-ia com Tiridates III (r. 298–330) e dessa união nasceria Cosroes III; o segundo, um arsácida residente na Albânia, que dependeu da assistência de Sanesano no transcorrer dos eventos aos quais esteve relacionado. Apesar de assumir a plausibilidade de sua hipótese, essa argumentação não é consenso na historiografia, com outros autores mantendo a posição de que sejam a mesma pessoa.

### Vida
A descrição dos acontecimentos possui alguns pontos de divergência entre as fontes. Os dois relatos mais curtos, fornecidos por Ciríaco de Ganzaca e João V de Drascanacerta, alegaram que a Albânia estava submetida à autoridade da Armênia e que Tiridates III nomeou em data incerta Sanatruces como governador dos territórios albaneses. Quando Tiridates III faleceu e foi sucedido por Cosroes III, Sanatruces executou o missionário Gregoris ao arrastá-lo amarrado a um cavalo e dirigiu-se à corte de Ctesifonte, onde recebeu do xainxá do Império Sassânida Sapor II (r. 309–379) as insígnias reais e o direito de governar a Albânia. Cosroes alegadamente teria se contentando com os territórios que ainda possuía, e por iniciativa do católico Vertanes I, o Parto (327/33–341/2), permitiu que Sanatruces continuasse como rei.
Moisés de Dascurã, ao mencionar Sanatruces, relata que era rei dos alanos de Paitacarã em oposição a Urnair (r. 350–375), o que configura um erro cronológico, pois esse rei ascenderia apenas em 350, anos depois dos eventos que envolveram Sanatruces.